# Kapitány Iván
Kapitány Iván (Budapest, 1961. június 20. –) magyar rendező, operatőr, producer, forgatókönyvíró. Tagja a Magyar Operatőrök Társaságának.

## Pályafutása
Édesapja Kapitány György a Magyar Televízió hangmérnöke, édesanyja dr. Beer Zsuzsanna pszichológus volt.
Érettségi után a Magyar Televízió segédoperatőre, majd operatőre. 1988-ban diplomázott a Színház- és Filmművészeti Főiskola tv-operatőr szakán. 1989-ig a Magyar Televízió operatőre, amelyet hamarosan otthagyott egyre jelentősebb reklámfilmes munkái miatt. A 90-es évek elejére – kezdetben operatőrként, majd rendezőként is – a modern hazai reklámfilmgyártás egyik megalapozójává vált Kozma Péterrel (KOZMO), olyan filmeket jegyezve, mint a Postabank Golyók és Maci, Kontrax reklámok. Számtalan videóklipet készített, többek közt az Első Emelet, Tátrai Band, Zorán, Emberek, Demjén Ferenc stb. számára.[forrás?] A KOZMO művészeti vezetőjeként rendezte, fényképezte és vágta a Locomotiv GT Nyugati pályaudvari búcsúkoncertjéről készült Báj-báj Loksi! című mozifilmet 1992-ben. 1991-94 között évente színpadra állította a Budapest Kongresszusi Központban a The Look of The Year nemzetközi modellkereső magyarországi gáláit, illetve a versenyről készült filmeket rendezte, fényképezte.[forrás?]
1993-ban Filmpartners néven saját filmgyártó vállalkozásba kezdett Gulyás Budával és Kovács Gáborral, és közben megalapította a Seven Arts Ügynökséget is, az első magyar színészügynökséget – negyven évnyi szünet után. 1992-ben a segítségével indult el a Rapülők, és az együttes 1994-es feloszlásáig rendezője, operatőre, producere volt a Rapülők videóknak, koncertsorozatoknak, búcsúkoncerteknek.[forrás?] 1995/96-ban az első magyar könnyűzenei csatorna, a Top TV művészeti vezetője lett, és arculatának tervezője. Alapítója és 1999-ig egyik ügyvezetője volt a Magyar Reklámfilmgyártók Egyesületének. Az első alkotó volt Magyarországról, akinek filmjét a kéthavonta megjelenő reprezentatív válogatásában 1994-ben bemutatta a Shots, amely a legjelentősebb nemzetközi reklámfilmes szakmai magazin.
2000-ben forgatta az első Üvegtigrist, amelynek sokféle minőségben volt alkotója (társ-forgatókönyvíró, operatőr, társrendező Rudolf Péterrel és akkori cége a film gyártója), és amely valódi kultfilmmé vált azóta. A film után kivált régi vállalkozásából. Ezután készítette az …és Rómeó és Júlia című színházi előadás tévéfilm változatát rendezőként és operatőrként.
2001-ben alapított Filmservice nevű produkciós cégével a reklámfilmek gyártása és különböző szervizprodukciók mellett, forgatta producerként, rendezőként a Limonádé tv-sorozatot, a Kútfejek című játékfilmet, a Popdaráló zenés vetélkedő-sorozatot. A saját fejlesztésű Beugró c. tévéműsoron is dolgozott, amely 2010-ben a szórakoztató műsorok kategóriájában elnyerte a Kamera Hungáriát.
Emellett Kapitány Iván és a Filmservice olyan filmesek kezdő lépéseit segítette filmjük elkészítésével, mint Kocsis Ágnes (Vírus) és Orosz Dénes (Melletted).
2004-ben rövid kitérőt tett a Magyar Televízióban. A Szórakoztató és Filmigazgatóság vezetője lett, de mivel az eredményes munkához szükséges feltételek nem teljesültek, otthagyta az intézményt.[forrás?]
2010-ben forgatta operatőrként az Üvegtigris 3. című filmet. Szintén Rudolf Péterrel együttműködve készült a Keleti Pu. című tévéfilm, amelynek producere és operatőre volt.
2014-ben a Játékszín mutatta be első színházi rendezését, a Legyen a feleségem! című angol vígjátékot, amit azóta még két sikeres produkció követett.
2017 tavaszán indult az RTL Klubon A mi kis falunk című tévésorozat, amelynek vezető forgatókönyvírója és rendezője. A hamar nagy népszerűséget szerző sorozat kimagasló nézettséget produkálva az év pozitív meglepetése lett.[forrás?]
A mozgóképkészítés mellett hivatásszerűen fényképez. Rendszeresen készít reklám, divat és portré képeket különböző reklámkampányok, magazinok kiadványok részére.
1990 óta tanít a Színház- és Filmművészeti Egyetemen, elfoglaltságai miatt nagyobb megszakításokkal.
Legidősebb fia, Kapitány Frigyes operatőr, 2019-ben diplomázott a Színház- és Filmművészeti Egyetemen.

## Magánélete
Három fiú édesapja: Frigyes (1995, Koronczai Andrea), Mihály (2005, Kapitány-Diószegi Judit), Zsigmond (2014, Kapitány-Diószegi Judit)

## Jelentősebb munkák
- 2023 Gólkirályság (tévésorozat, RTL) rendező, kreátor
- 2022 A mi kis falunk 7. évad (tévésorozat, RTL Klub) rendező, forgatókönyvíró, producer
- 2021 Dr. Balaton 1. évad (tévésorozat, TV2) producer
- 2021 A mi kis falunk 6. évad (tévésorozat, RTL Klub) rendező, forgatókönyvíró, producer
- 2021 Drága örökösök  4. évad (tévésorozat, RTL Klub) producer
- 2020 A mi kis falunk 5. évad (tévésorozat, RTL Klub) rendező, forgatókönyvíró, producer
- 2020 Segítség! Itthon vagyok! (tévésorozat, RTL Klub) rendező, kreátor, forgatókönyvíró, producer
- 2020 Drága örökösök  3. évad (tévésorozat, RTL Klub) producer
- 2019 Drága örökösök  2. évad (tévésorozat, RTL Klub) producer
- 2019 200 első randi  2. évad (tévésorozat, Viasat3) producer
- 2019 Drága örökösök 1. évad (tévésorozat, RTL Klub) producer
- 2019 A mi kis falunk 4. évad (tévésorozat, RTL Klub) rendező, forgatókönyvíró, producer
- 2019 Jófiúk (tévésorozat, RTL Klub) rendező, forgatókönyvíró, producer
- 2018 A mi kis falunk 3. évad (tévésorozat, RTL Klub) rendező, forgatókönyvíró, producer
- 2018 Megtört szív (rövidfilm/tévésorozat pilot) rendező, forgatókönyvíró, producer
- 2018 200 első randi  1. évad (tévésorozat, Viasat3) producer
- 2018 Korhatáros szerelem 2. évad (tévésorozat, TV2) producer
- 2018 A mi kis falunk 2. évad (tévésorozat, RTL Klub) rendező, forgatókönyvíró
- 2017 Beugró X (tévéshow sorozat, RTL II) producer, rendező
- 2017 Válótársak 3. évad (tévésorozat, RTL Klub) producer
- 2017 Kellemes Húsvéti Ünnepeket (vígjáték két részben) rendező, bemutató: MOMKult/Játékszín – 2017. május 3.
- 2017 A mi kis falunk 1. évad (tévésorozat, RTL Klub) rendező, forgatókönyvíró
- 2016 Kölcsönlakás (vígjáték két részben) rendező, bemutató: Játékszín – 2016. december 10.
- 2016 Válótársak 2. évad (tévésorozat, RTL Klub) producer
- 2015 Tévéország (tévésorozat, pilot) rendező
- 2015 A mi kis falunk (tévésorozat pilot) rendező, forgatókönyvíró
- 2014 Legyen a feleségem! (vígjáték két részben) rendező, bemutató: Játékszín – 2014. október 11.
- 2014 A láthatatlan seb (rövidfilm/tévésorozat pilot) rendező, forgatókönyvíró
- 2013 Kossuthkifli (tévésorozat) operatőr, társ-forgatókönyvíró r: Rudolf Péter
- 2013 Idegenek (rövidfilm) rendező, forgatókönyvíró
- 2012 Szájhősök (tévésorozat) producer, rendező
- 2011 Mindenből egy van (tévésorozat) producer, rendező
- 2010 Keleti Pu. (tévéfilm) producer, operatőr, r: Rudolf Péter
- 2010 Üvegtigris 3. (játékfilm) operatőr, r: Rudolf Péter
- 2010 Szakik (websorozat) producer, rendező
- 2008 Popdaráló (vetélkedőshow-sorozat) producer
- 2007 Beugró (tévéshow-sorozat) producer, rendező
- 2007 Hotel (tévésorozat pilot) producer, rendező
- 2006 Kútfejek (játékfilm) rendező, producer, társ-forgatókönyvíró
- 2005 Melletted (kisjátékfilm) producer
- 2004 Vírus (kisjátékfilm) producer
- 2003 Usti Opre – koncert a Millenárison (koncertfilm) rendező, operatőr
- 2002 Limonádé (tévésorozat) producer, rendező, társ-forgatókönyvíró
- 2002 …és Rómeo és Júlia (tévéfilm) rendező, operatőr
- 2001 Üvegtigris (játékfilm) rendező Rudolf Péterrel, operatőr, társ-forgatókönyvíró
- 1997 A miniszter félrelép (játékfilm) 2nd unit d.o.p. r: Kern András, Koltai Róbert
- 1996 Áloműzők I-VIII. (éjszakai televízióshow-sorozat) operatőr, r: Sándor Pál
- 1995 Friderikusz (werkfilm a showról) rendező, operatőr, vágó
- 1995 Éretlenek I-IV. (tévésorozat) operatőr, r: Szurdi Miklós, Kolos István
- 1995 TOP TV design-arculattervezés/kivitelezés
- 1994 Utolshow – Rapülők (búcsúkoncert-sorozat, Budapest Sportcsarnok) rendező
- 1993 Sztárleltár V/VI., (tévéshow) rendező, operatőr, vágó
- 1993 Rapülőshow – Rapülők nyári-őszi turné – rendező
- 1993 Rádióaktív Búék! (tévéfilm) operatőr, r: Dobray György
- 1992 Báj-báj Loksi (koncertfilm) rendező, operatőr, vágó
- 1992 Rapülők (klip-sorozat) rendező, operatőr, vágó
- 1991-94 The Look of The Year (dokumentumfilm-sorozat) rendező, operatőr, vágó
- 1990 Loops (balettfilm) rendező, operatőr, vágó, kor: Rami Beer
- 1989 Wiener Leo portré (dokumentumfilm) operatőr, r: Mérei Anna
- 1989 Mezítláb (tv-divatmagazin sorozat) rendező, operatőr, vágó
- 1989 Erőltetett menet (amerikai-magyar játékfilm) 2nd unit d.o.p. d.o.p.: Márk Iván
- 1989 Macskák (dokumentumfilm) rendező, operatőr, vágó
- 1988 Magyar néptánc (tévésorozat) operatőr, r: Koós György
- 1988 Duett (dokumentumfilm) operatőr, r: Komlós Tibor
- 1988 Janek József, a koreográfus (portréfilm) operatőr, r: Koós György
- 1988 Rockstúdió (tv-magazin sorozat) operatőr, r: Komlós Tibor, Lengyel Zsolt
- 1987 Mi-tu-ház (tv-ismeretterjesztő sorozat) operatőr, r: Mérei Anna

## Díjak
- 2018 Story Az év televíziós produkciója (A mi kis falunk)
- 2018 Story kedvence (Korhatáros szerelem)
- 2010 Kamera Hungária – 1. díj a Szórakoztató műsorok kategóriájában (Beugró)
- 2008 Kamera Hungária – jelölés a Szórakoztató műsorok kategóriájában (Beugró)
- 2006 59. Cannes Film Festival – 3. díj a Cinefondation kategóriában (Vírus)
- 2006 Színház és Filmművészeti Egyetem vizsgafilm versenye – 2. Díj (Melletted)
- 2006 37. Magyar Filmszemle – Diákzsűri különdíja (Melletted)
- 2006 RMB Hungary / Sanoma Budapest – 2. díj (Suzuki Swift – Portré)
- 2006 Arany Penge Reklám fesztivál – 1. díj (Suzuki Swift – Portré)
- 2006 Hypnosis Kreatív Magazin reklámfilm fesztivál – 1. díj (Soproni – 110 év)
- 2005 Arany Csirke filmfesztivál – jelölés (Üvegtigris)
- 2004 Silver Effie (Suzuki Ignis – Tűzön, vízen)
- 1998 Cannes Reklámfilmszemle Diploma (Matáv – A kutya vacsorája)
- 1997 A világ száz leghumorosabb reklámfilmje – BBC (Matáv – A kutya vacsorája)
- 1992 Magyar Reklámfilmszemle operatőri díja (Kontrax-Iroda)
- 1991 Év videóklipje (Első Emelet: Subiduma)
- 1989 Magyar Reklámfilmszemle operatőri díja (Postabank golyók)